# Clandarium clandestinum
Clandarium clandestinum là một loài rêu tản trong họ Scapaniaceae. Loài này được (Mont.) R.M. Schust. miêu tả khoa học lần đầu tiên năm 1984.